# Google Home
Google Home är en smart högtalare som utvecklats av Google. Produkten är integrerad med den digitala assistenten Google Assistant, vilket möjliggör röststyrning. Home offentliggjordes på Google I/O maj 2016 och släpptes i USA 4 november samma år. Produkten lanseras på svenska den 24 oktober 2018. Inom smarta högtalare-industrin är produkten konkurrent till bland annat Amazon Echo.